# Astra M900
Pour les articles homonymes, voir Astra.

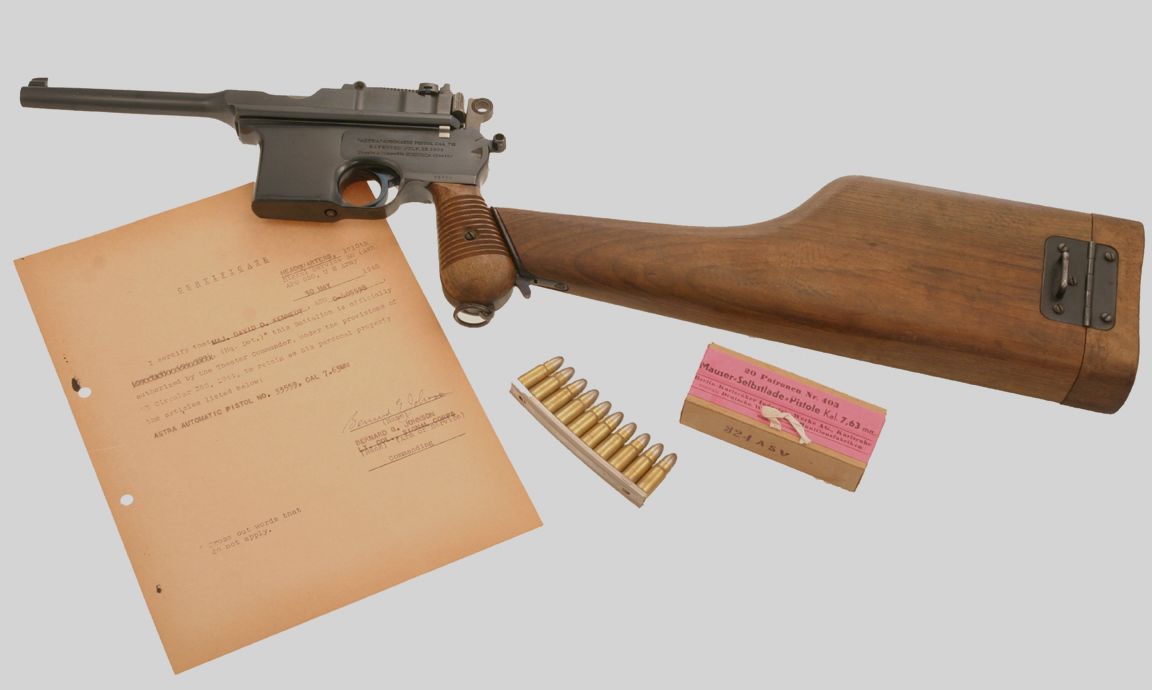
Un Astra 900 muni de sa crosse-étui : une formule très populaire en Chine avant 1949.

L’Astra M900 est l'une des nombreuses copies ibériques du Mauser C96 dont elle partage le calibre, la capacité de magasin, et le chien.

## Variantes pistolets mitrailleurs

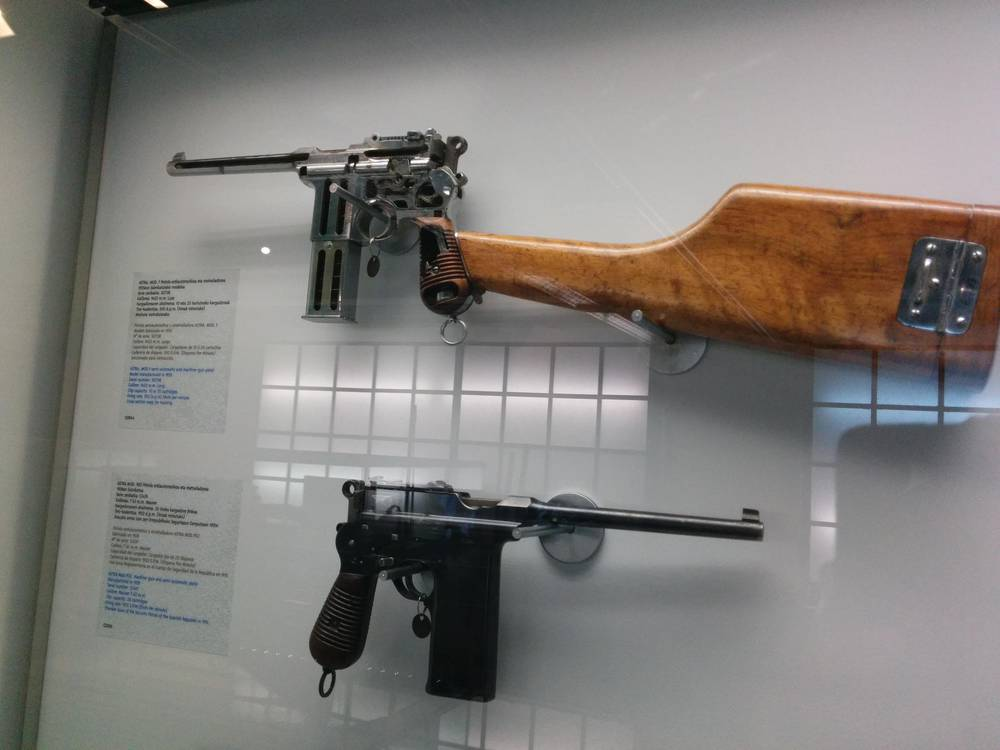
En mode « full auto », ces Astra 902 (bas) et 903 (hautà tiraient plus de 900 c/min contre 500 pour un Star SI 35.

L’Astra 901 de la fabrique d'arme basque Unceta y Cia est un pistolet mitrailleur compact. Sa cadence de tir (900c/min) était très élevée. À l'image de l'arme-mère, il dispose d'un magasin de 10 cartouches de 7,63 × 25 mm Mauser et d'un canon de 15 cm. Devant sa capacité faible pour un pistolet mitrailleur, fut créé l’ASTRA 902, muni d'un magasin fixe de 20 cartouches et d'un canon allongé.
Avec l'apparition d'un chargeur mobile sur le Mauser M711, la firme offrit le 903. Astra y ajouta un ralentisseur de cadence de tir permettant de maîtriser, dans une certaine mesure, l’arme lors du tir par rafale créant donc le 904.
La production des Astra s’achèvera avec la conception de la version F (un 904 chambré en 9 × 23 mm Largo), modèle équivalent au Mauser M712 Schnellfeuer, considéré par certains experts comme supérieur à son modèle.
Pour être complet, signalons la production anecdotique d’environ du modèle E qui mettra un terme définitif à la production.

## Production et diffusion
- Astra 900 : 21000 armes de 1927 à 1941 pour le compte de la Chine, l'Amérique latine, des républicains espagnols et la Wehrmacht (1050 livrées en 1943).
- Astra 901 : 1655 armes en 1928 destinées principalement au marché chinois des seigneurs de la guerre.
- Astra 902 : 7075 armes de 1928 à 1933. Même destination que le 901 et la Wehrmacht (livraison en 1943)
- Astra 903 : 3082 armes de 1932 à 1934. Mêmes utilisateurs que le 902.
- Astra 904 : 9 armes en 1934.
- Astra F : 1126 armes en 1936. Réglementaire dans la Guardia Civil durant la guerre civile espagnole.
- Astra E : 548 armes assemblées entre 1949, 1951 et 1961 à partir de pièces stockées. Réservées à l'exportation vers l'Égypte, l'Inde, l'Irak et le Pakistan.

## Données numériques
| Caractéristiques                          | Astra 900                       | Astra 901                       | Astra 902                          | Astra 903                            | Astra 904                            | Astra F                            | Astra E                              |
| ----------------------------------------- | ------------------------------- | ------------------------------- | ---------------------------------- | ------------------------------------ | ------------------------------------ | ---------------------------------- | ------------------------------------ |
| Longueur                                  | 29 cm                           | 29 cm                           | 33 cm                              | 31 cm                                | 31 cm                                | 33 cm                              | 31 cm                                |
| Longueur avec crosse-étuis                | 64 cm                           | 64 cm                           | 72 cm                              | 68 cm                                | 68 cm                                | 68 cm                              | 68 cm                                |
| Canon                                     | 14 cm                           | 14 cm                           | 18 cm                              | 16 cm                                | 16 cm                                | 18 cm                              | 16 cm                                |
| Masse à vide (sans étuis)                 | 1,26 kg                         | 1,26 kg                         | 1,53 kg                            | 1,45 kg                              | 1,45 kg                              | 1,45 kg                            | 1,45 kg                              |
| Calibre/Magasin (mag) ou chargeur (charg) | 7,63 Mauser/10 cartouches (mag) | 7,63 Mauser/10 cartouches (mag) | 7,63 Mauser/10-20 cartouches (mag) | 7,63 Mauser/10-20 cartouches (charg) | 7,63 Mauser/10-20 cartouches (charg) | 9mm Largo/10-20 cartouches (charg) | 7,63 Mauser/10-20 cartouches (charg) |

## Sources
- Luc GUILLOU & Philippe GOURIO, Les Pistolets Astra, Éditions Pardès, 1991.
- Jean-Pierre Bastié et Daniel Casanova; Pistolets et Revolvers Basques (1900-2000), Editions Memorabilia; 2021.
- Eric Alves, « Pistolet-mitrailleur M901/902/903/904 »,  www.secondeguerre.net, 2022.